# 谢宝禄
谢宝禄（1963年3月—），山东平原人，汉族，中国共产党党员。中华人民共和国政治人物、第十三届全国人民代表大会黑龙江地区代表。曾任鹤岗市市委常委、副市长；黑河市市委副书记、市长。2018年10月任黑龙江省教育学院副院长。
2018年2月24日，当选为第十三届全国人大代表。